# Lijst van bergen in Venezuela

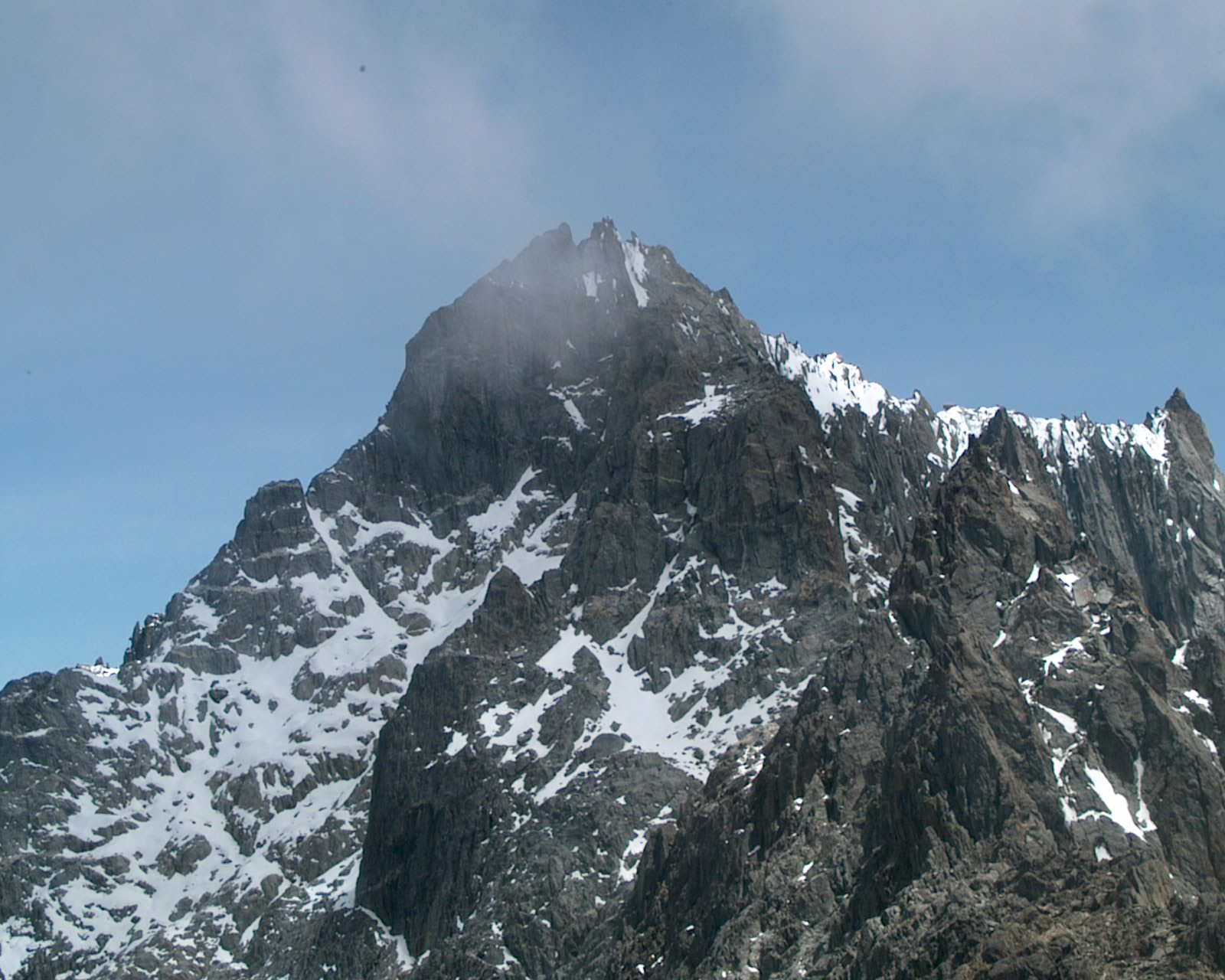
Pico Bolívar

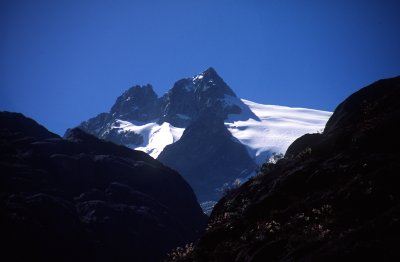
Pico Humboldt

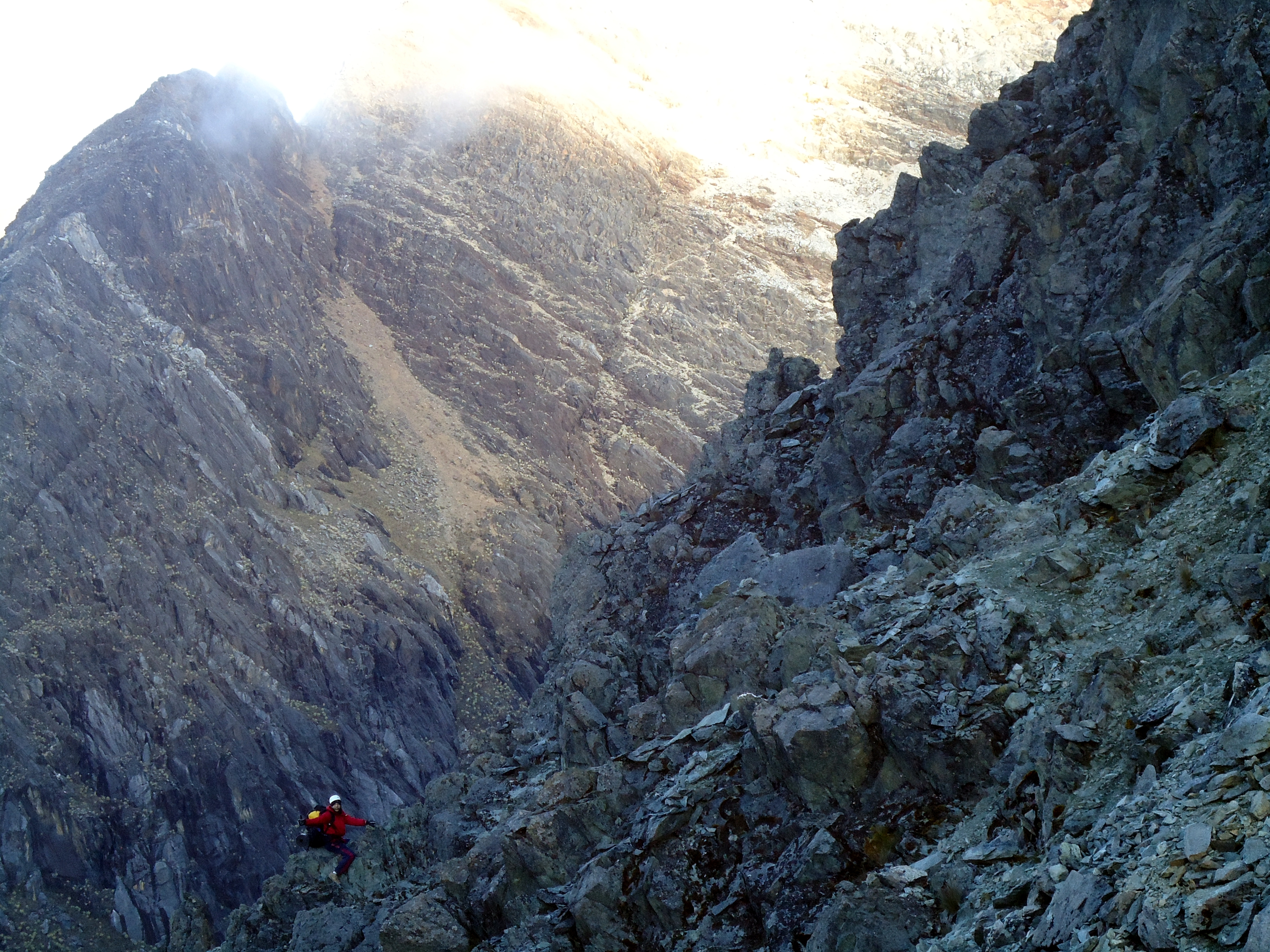
Pico La Concha

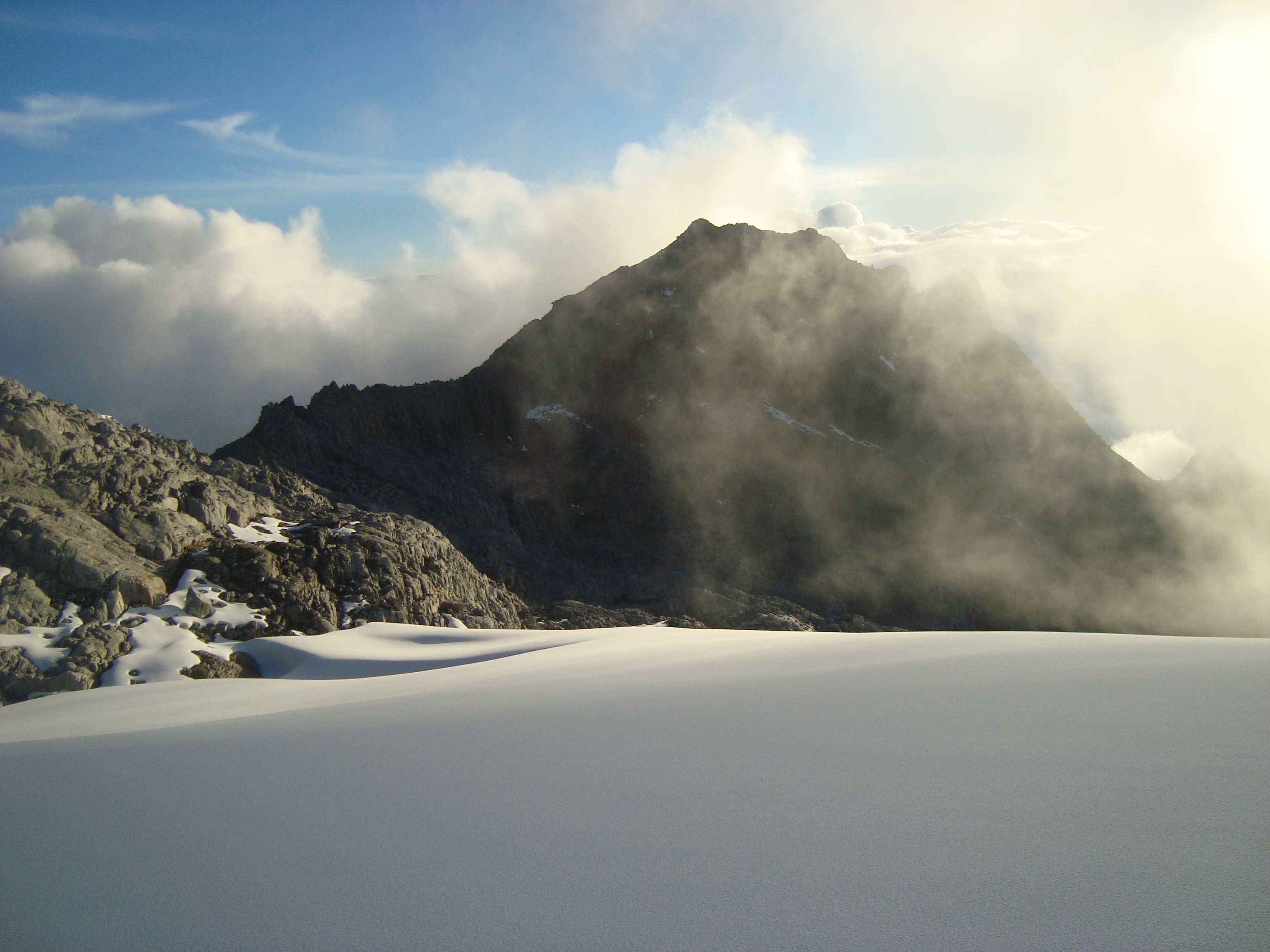
Pico Bonpland

Dit is een lijst van bergen in Venezuela.
| Naam van de berg                  | Hoogte  | Gebergte                             | Staat                                     |
| --------------------------------- | ------- | ------------------------------------ | ----------------------------------------- |
| Pico Bolívar                      | 4.978 m | Sierra Nevada de Mérida Andes        | Mérida                                    |
| Pico Humboldt                     | 4.942 m | Sierra Nevada de Mérida Andes        | Mérida                                    |
| Pico La Concha                    | 4.922 m | Sierra Nevada de Mérida Andes        | Mérida                                    |
| Pico Bonpland                     | 4.883 m | Sierra Nevada de Mérida Andes        | Mérida                                    |
| Pico Espejo                       | 4.765 m | Sierra Nevada de Mérida Andes        | Mérida                                    |
| Pico Piedras Blancas              | 4.748 m | Sierra La Culata Andes               | Mérida                                    |
| Pico El León                      | 4.740 m | Cordillera de Mérida Andes           | Mérida                                    |
| Pico El Toro                      | 4.727 m | Cordillera de Mérida Andes           | Mérida                                    |
| Pico Los Nevados                  | 4.700 m | Sierra La Culata Andes               | Mérida                                    |
| Pico Pan de Azúcar                | 4.643 m | Sierra La Culata Andes               | Mérida                                    |
| Pico Mucuñuque                    | 4.609 m | Sierra de Santo Domingo Andes        | Mérida                                    |
| Pico El Buitre                    | 4.609 m | Sierra La Culata Andes               | Mérida                                    |
| Pico Mifés                        | 4.608 m | Sierra de Santo Domingo Andes        | Mérida                                    |
| Alto de Mucumamó                  | 4.600 m | Sierra La Culata Andes               | Mérida                                    |
| Pico El Águila Collado del Cóndor | 4.118 m | Cordillera de Mérida Andes           | Mérida                                    |
| Pico Phelps Pico 31 de Marzo      | 2.973 m | Hoogland van Guyana                  | Amazonas (Grens Brazilië/Venezuela)       |
| Auyantepui                        | 2.950 m | La Gran Sabana Hoogland van Guyana   | Bolívar                                   |
| Roraima                           | 2.875 m | Hoogland van Guyana                  | Bolívar (Grens Brazilië/Guyana/Venezuela) |
| Kukenán                           | 2.680 m | Hoogland van Guyana                  | Bolívar                                   |
| Turumiquire                       | 2.596 m | Cordillera de Caripe                 | Sucre                                     |
| Cerro Marahuaca                   | 2.579 m | Sierra Marahuaca Hoogland van Guyana | Amazonas                                  |
| Ptarí                             | 2.400 m | Hoogland van Guyana                  | Bolívar                                   |
| Autana                            | 1.220 m | Hoogland van Guyana                  | Amazonas                                  |